# بشملة بوالنية
بشملة بوالنية (الاسم العلمي:Eriobotrya poilanei) هي نوع غير مؤكد من النباتات تتبع جنس البشملة من الفصيلة الوردية. تم وصف هذا النوع من النبات علمياً لأول مرة من قبل جول أيوجين فيدال سنة 1965.